# Мичијевац
Мичијевац (хрв. Mičijevac) је насељено место у саставу града Крижевци, Копривничко-крижевачка жупанија, Хрватска.

## Историја
До територијалне реорганизације у Хрватској био је у саставу старе општине Крижевци.

## Становништво
У попису становништва из 2011. године, Мичијевац је имао 69 становника.
| Број становника према пописима | Број становника према пописима | Број становника према пописима | Број становника према пописима | Број становника према пописима | Број становника према пописима | Број становника према пописима | Број становника према пописима | Број становника према пописима | Број становника према пописима | Број становника према пописима | Број становника према пописима | Број становника према пописима | Број становника према пописима | Број становника према пописима | Број становника према пописима |
| ------------------------------ | ------------------------------ | ------------------------------ | ------------------------------ | ------------------------------ | ------------------------------ | ------------------------------ | ------------------------------ | ------------------------------ | ------------------------------ | ------------------------------ | ------------------------------ | ------------------------------ | ------------------------------ | ------------------------------ | ------------------------------ |
| 1857                           | 1869                           | 1880                           | 1890                           | 1900                           | 1910                           | 1921                           | 1931                           | 1948                           | 1953                           | 1961                           | 1971                           | 1981                           | 1991                           | 2001                           | 2011                           |
| 0                              | 0                              | 0                              | 41                             | 56                             | 60                             | 39                             | 92                             | 143                            | 144                            | 164                            | 92                             | 44                             | 79                             | 65                             | 69                             |

Напомена: Исказује се од 1880. До 1948. исказивано као део насеља под именом Мичијевци, а од 1953. као насеље. Године 1880. подаци су садржани у насељу Војаковац.

### Попис1991.
У попису становништва из 1991. године, Мичијевац је имао 79 становника, следећег националног састава:
| Попис 1991.‍  | Попис 1991.‍  | Попис 1991.‍ | Попис 1991.‍ | Попис 1991.‍ |
| ------------ | ------------ | ----------- | ----------- | ----------- |
|              |              |             |             |             |
| Хрвати       | Хрвати       |             | 68          | 86,07%      |
| Југословени  | Југословени  |             | 5           | 6,32%       |
| Срби         | Срби         |             | 3           | 3,79%       |
| неопредељени | неопредељени |             | 3           | 3,79%       |
| укупно: 79   |              |             |             |             |

### Попис1910.
| Мичијевац                                          | Мичијевац                                                   |
| -------------------------------------------------- | ----------------------------------------------------------- |
| језик                                              | вера                                                        |
| укупно: 60 Српски 45 (75,00%) Хрватски 15 (25,00%) | укупно: 60 Православци 45 (75,00%) Римокатолици 15 (25,00%) |